# Gordon Strachan
Gordon David Strachan (9. únor 1957, Edinburgh) je bývalý skotský fotbalista a později trenér. Od roku 2013 do roku 2017 trénoval skotskou fotbalovou reprezentaci.
Hrával na pozici záložníka.
Za skotský národní tým odehrál 50 utkání a vstřelil 5 branek. Zúčastnil se s ním mistrovství světa ve Španělsku roku 1982 i v Mexiku 1986.
S Aberdeenem vyhrál v sezóně 1982/83 Pohár vítězů pohárů a následně i Superpohár UEFA. Stal se s ním dvakrát mistrem Skotska (1979–80, 1983–84), s Leedsem United se stal mistrem Anglie (1991–92).
Roku 1991 byl v anketě FWA vyhlášen nejlepším fotbalistou Anglie, roku 1980 v anketě SFWA nejlepším fotbalistou Skotska. V roce 1983 se v anketě o nejlepšího fotbalistu Evropy Zlatý míč umístil na čtvrtém místě.
Po skončení hráčské kariéry se stal trenérem, s Celticem Glasgow třikrát vyhrál skotskou ligu (2005–06, 2006–07, 2007–08).